# Корналба
Корналба (итал. Cornalba) је насеље у Италији у округу Бергамо, региону Ломбардија.
Према процени из 2011. у насељу је живело 251 становника. Насеље се налази на надморској висини од 841 м.

## Становништво
| 1936. | 1951. | 1961. | 1971. | 1981. | 1991. | 2001. | 2011. |
| ----- | ----- | ----- | ----- | ----- | ----- | ----- | ----- |
| 244   | 368   | 358   | 282   | 295   | 298   | 287   | 301   |